# باشگاه فوتبال فولاد خوزستان در فصل ۰۱–۱۴۰۰
 فصل ۱۴۰۱–۱۴۰۰ پنجاه و یکمین سال فعالیت باشگاه فولاد خوزستان است و این تیم در لیگ برتر، جام حذفی، لیگ قهرمانان آسیا و سوپر جام فوتبال ایران شرکت دارد.

## خلاصه فصل
در ابتدای فصل پس از استفای جواد نکونام سرمربی فولاد و همچنین سعید آذری مدیر عامل باشگاه، حمیدرضا گرشاسبی به عنوان مدیرعامل فولاد خوزستان انتخاب شد. در ادامه مدیر عامل جدید باشگاه، عبدالله ویسی را به عنوان سرمربی فولاد معرفی کرد همچنین پس از انتصاب ویسی، خواکین نیز به کادر وی اضافه شد. قبل از شروع فصل اعضای تیم فولاد با انجام چند بازی دوستانه شامل دیدار با گل گهر، ذوب آهن ، سایپا، پیکان و ... خود را آماده لیگ برتر کردند.
در فصل نقل و انتقالات فولاد عملکرد خوبی نداشت و بازیکنان تاثیر گذاری چون عارف آقاسی، زبیر نیک‌نفس، فرشاد احمدزاده و محسن فروزان از تیم جدا شدند. البته یک سری از بازیکنان همچون شیمبا، حردانی، مرادیان، انصاری، آبشک و ... قرار داد های خود تمدید کرد. اما به علت بسته بودن پنجره فولاد تنها توانست حمید بوحمدان و احمد الجبوری را به خدمت بگیرد.
در آغاز فصل فولاد، عملکرد خوبی نداشت. شکست های سنگین مقابل پرسپولیس و آلومینیوم و تساوی مقابل نفت مسجد سلیمان عبدالله ویسی و کادرش با وجود برد مقابل مس رفسنجان از سمت خود برکنار شدند و روز بعد جواد نکونام به تیم برگشت.

## تیم

#### لیست بازیکنان فولاد خوزستان
| شماره       | بازیکن                           | ملیت          | تاریخ تولد (سن)           |
| دروازه‌بان‌ها | دروازه‌بان‌ها                      | دروازه‌بان‌ها   | دروازه‌بان‌ها               |
| ----------- | -------------------------------- | ------------- | ------------------------- |
| ۱           | احسان مرادیان                    | ایران         | ۲۹ شهریور ۱۳۷۳ ‏(۳۰ سال)   |
| ۲۲          | علی غلامزاده                     | ایران         | ۲۴ بهمن ۱۳۷۸ ‏(۲۵ سال)     |
| ۴۰          | رضا جلالی                        | ایران         | –                         |
| ۵۱          | محمدرضا گلی                      | ایران         | ۱ بهمن ۱۳۷۸ ‏(۲۵ سال)      |
| دفاع‌ها      |                                  |               |                           |
| ۲           | صالح حردانی                      | ایران         | ۲۳ شهریور ۱۳۷۷ ‏(۲۶ سال)   |
| ۴           | ایوب والی                        | ایران         | ۱۸ مرداد ۱۳۶۶ ‏(۳۷ سال)    |
| ۵           | موسی کولیبالی                    | مالی          | ۱۰ مارس ۱۹۹۳ ‏(۳۲ سال)     |
| ۶           | سینا شاه عباسی                   | ایران         | ۲۰ مرداد ۱۳۷۸ ‏(۲۵ سال)    |
| ۱۵          | مهران موسوی                      | ایران         | ۲۱ فروردین ۱۳۷۰ ‏(۳۳ سال)  |
| ۱۸          | احمدرضا جلالی                    | ایران         | ۲۳ مرداد ۱۳۸۰ ‏(۲۳ سال)    |
| ۲۳          | ابراهیم سلجوقی                   | ایران         | ۲۲ آبان ۱۳۷۱ ‏(۳۲ سال)     |
| ۲۴          | مهران درخشان‌مهر                  | ایران         | ۱۹ مرداد ۱۳۷۷ ‏(۲۶ سال)    |
| ۵۰          | وحید حیدریه                      | ایران         | ۱۳ دی ۱۳۷۱ ‏(۳۲ سال)       |
| ۷۰          | میلاد بدرقه                      | ایران         | ۲۷ مرداد ۱۳۷۵ ‏(۲۸ سال)    |
| هافبک‌ها     |                                  |               |                           |
| ۷           | محمدرضا عباسی                    | ایران         | ۶ مرداد ۱۳۷۵ ‏(۲۸ سال)     |
| ۸           | محمد قاسمی‌نژاد                   | ایران         | ۱۴ اسفند ۱۳۶۷ ‏(۳۶ سال)    |
| ۹           | صابر حردانی                      | ایران         | ۶ آبان ۱۳۷۵ ‏(۲۸ سال)      |
| ۱۰          | آیاندا پاتوسی                    | آفریقای جنوبی | ۳۱ اکتبر ۱۹۹۲ ‏(۳۲ سال)    |
| ۱۱          | احمد عبدالله‌زاده                 | ایران         | ۱۶ اردیبهشت ۱۳۷۲ ‏(۳۱ سال) |
| ۱۳          | محمد آبشک                        | ایران         | ۷ بهمن ۱۳۶۵ ‏(۳۸ سال)      |
| ۱۴          | امید صیدالی                      | ایران         | ۱۷ اردیبهشت ۱۳۷۸ ‏(۲۵ سال) |
| ۱۶          | وحید نامداری                     | ایران         | ۶ تیر ۱۳۷۹ ‏(۲۴ سال)       |
| ۱۹          | محمد میری                        | ایران         | ۱۳ اسفند ۱۳۶۸ ‏(۳۵ سال)    |
| ۲۰          | مجتبی نجاریان                    | ایران         | ۲۶ بهمن ۱۳۷۶ ‏(۲۷ سال)     |
| ۲۷          | محمود صالحی                      | ایران         | ۴ بهمن ۱۳۸۰ ‏(۲۳ سال)      |
| ۳۲          | عارف غلام‌پور                     | ایران         | ۱ خرداد ۱۳۷۸ ‏(۲۵ سال)     |
| ۳۷          | سید رضا موسویان                  | ایران         | –                         |
| ۴۲          | عقیل عنافچه                      | ایران         | ۱۹ اردیبهشت ۱۳۷۷ ‏(۲۶ سال) |
| ۶۶          | حمید بوحمدان                     | ایران         | ۱ مرداد ۱۳۶۸ ‏(۳۵ سال)     |
| مهاجمان     |                                  |               |                           |
| ۳           | ساسان انصاری                     | ایران         | ۱۴ اردیبهشت ۱۳۷۰ ‏(۳۳ سال) |
| ۱۷          | علیرضا باویه                     | ایران         | ۳۰ مرداد ۱۳۸۱ ‏(۲۲ سال)    |
| ۲۹          | لوسیانو پریرا مندز (کاپیتان دوم) | برزیل         | ۱۵ اکتبر ۱۹۸۳ ‏(۴۱ سال)    |
| ۳۳          | محمدامین شهرویی                  | ایران         | –                         |
| ۳۵          | محمدامین حزباوی                  | ایران         | –                         |
| ۷۲          | احمد الجبوری                     | ایران         | ۱۲ خرداد ۱۳۷۲ ‏(۳۱ سال)    |
| ۷۷          | محمد کی‌شمس                       | ایران         | –                         |

#### نفرات فنی باشگاه فولاد خوزستان
| کادر فنی تیم فولاد خوزستان | کادر فنی تیم فولاد خوزستان |
| سمت                        | نام |
| -------------------------- | --- |
| سرمربی                     | عبدالله ویسی (تا ۱۶ آبان) جواد نکونام (از ۱۶ آبان)                                                                                             |
| دستیار                     | خواکین آلبرتو |
| مربیان                     | بهروز مکوندی، علی اکبر مهدی‌پور، کریم قنبری (تا ۱۶ آبان) ایمان مبعلی، علی بداوی حسین کعبی، نادر عبیشاوی، حمیدرضا رجبی، محمد منتظری (از ۱۶ آبان) |
| مربی دروازه بان            | ابراهیم میرزاپور |
| مربی بدنساز                | میرو پترویچ |
| تیم آنالیز                 | حبیب اصلاحی، مسعود عالیپور، رضا خرسندی |
| پزشک                       | دکتر مرادی |
| مدیر رسانه‌ای               | سهیل احیایی |
| سرپرست                     | مجتبی علوی |

### کادر مدیریتی
مدیر عامل
- حمیدرضا گرشاسبی

اعضای هیئت مدیره
- حبیب الله رضایی
- جواد مقدسی
- حمیدرضا گرشاسبی

## نقل و انتقالات

### ورودی
در ابتدای فصل، پنجره نقل و انتقالات باشگاه فولاد بسته بود و این تیم نتوانست بازیکنهای زیادی به خدمت بگیرد. اما در اواخر فرصت نقل و انتقالات فولاد توانست بازیکن هایی چون احمد الجبوری، مهدی لیموچی و حمید بوحمدان را به خدمت بگیرد اما به نظر کافی نمی رسید.
| شماره        | بازیکن       | سن           | انتقال از    | مدت قرارداد  | تاریخ قرارداد |
| لیست ورودی‌ها | لیست ورودی‌ها | لیست ورودی‌ها | لیست ورودی‌ها | لیست ورودی‌ها | لیست ورودی‌ها  |
| ------------ | ------------ | ------------ | ------------ | ------------ | ------------- |
| ۷۲           | احمد الجبوری | ۲۸           | پدیده        | ۲ سال        | ۴ آبان ۱۴۰۰   |
| ۶۶           | حمید بوحمدان | ۳۲           | تراکتور      | ۱ سال        | ۱۶ آبان ۱۴۰۰  |
| ۹۰           | ساسان حسینی  | ۲۳           | نفت م.س.     | نامشخص       | ۱۷ آبان ۱۴۰۰  |
| ۴۴           | مهدی لیموچی  | ۲۲           | قشقایی       | نامشخص       | ۱۷ آبان ۱۴۰۰  |

### خروجی
فولاد در فصل نقل و انتقالات مهره های زیاد و مهمی از دست داد. خروج محسن فروزان ، فرشاد احمدزاده و پیوستن نیک‌نفس و آقاسی به استقلال تهران باعث شد تا لیست بازیکنان تاثیر گذار فولاد خالی شود.
| شماره        | بازیکن         | سن           | انتقال به    | نوع انتقال   | تاریخ قرارداد |
| لیست خروجی‌ها | لیست خروجی‌ها   | لیست خروجی‌ها | لیست خروجی‌ها | لیست خروجی‌ها | لیست خروجی‌ها  |
| ------------ | -------------- | ------------ | ------------ | ------------ | ------------- |
| ۱            | محسن فروزان    | ۳۳           | گل‌گهر        | دائم         | ۲۴ مرداد ۱۴۰۰ |
| ۱۴           | زبیر نیک‌نفس    | ۲۸           | استقلال      | دائم         | ۳۰ مرداد ۱۴۰۰ |
| ۳۳           | عارف آقاسی     | ۲۵           | استقلال      | دائم         | ۳۱ مرداد ۱۴۰۰ |
| ۱۰           | فرشاد احمدزاده | ۲۹           | سپاهان       | دائم         | ۲ شهریور ۱۴۰۰ |
| ۷            | حسین ابراهیمی  | ۳۱           | ذوب‌آهن       | دائم         | ۴ شهریور ۱۴۰۰ |

### تمدید
| شماره         | بازیکن          | سن            | مدت تمدید     | پایان قرارداد | تاریخ تمدید    |
| لیست تمدیدی‌ها | لیست تمدیدی‌ها   | لیست تمدیدی‌ها | لیست تمدیدی‌ها | لیست تمدیدی‌ها | لیست تمدیدی‌ها  |
| ------------- | --------------- | ------------- | ------------- | ------------- | -------------- |
| ۳             | ساسان انصاری    | ۳۰            | ۲ فصل         | ۱۴۰۲          | ۳ شهریور ۱۴۰۰  |
| ۱             | احسان مرادیان   | ۲۷            | ۱ فصل         | ۱۴۰۱          | ۴ شهریور ۱۴۰۰  |
| ۱۳            | محمد آبشک       | ۳۴            | ۱ فصل         | ۱۴۰۱          | ۶ شهریور ۱۴۰۰  |
| ۱۵            | مهران موسوی     | ۳۰            | ۱ فصل         | ۱۴۰۱          | ۷ شهریور ۱۴۰۰  |
| ۵۰            | وحید حیدریه     | ۲۹            | ۱ فصل         | ۱۴۰۰          | ۷ شهریور ۱۴۰۰  |
| ۲             | صالح حردانی     | ۲۳            | نامشخص        | نامشخص        | ۸ شهریور ۱۴۰۰  |
| ۵             | موسی کولیبالی   | ۲۸            | ۲ فصل         | ۱۴۰۲          | ۱۳ شهریور ۱۴۰۰ |
| ۷             | محمدرضا عباسی   | ۲۵            | ۱ فصل         | ۱۴۰۱          | ۱۴ شهریور ۱۴۰۰ |
| ۲۴            | مهران درخشان‌مهر | ۲۳            | نامشخص        | نامشخص        | ۱۵ شهریور ۱۴۰۰ |
| ۱۹            | محمد میری       | ۳۱            | ۱ فصل         | ۱۴۰۱          | ۲۱ شهریور ۱۴۰۰ |

## دوستانه و تدارکاتی
| ۱۷ شهریور ۱۴۰۰ دوستانه | فولاد            | ۲–۲   | داماش تهران | کردان              |
| ۱۷:۰۰                  | موسوی · انصاری · | گزارش |             | ورزشگاه: کمپ کردان |